# Tomoko Araga
Pour les articles homonymes, voir Araga.
Tomoko Araga (荒賀 知子, Araga Tomoko) est une karatéka japonaise née le 1er février 1985 et qui vivait à Kyōto fin 2006. Elle a remporté le titre de championne du monde en kumite individuel féminin moins de 53 kilos aux championnats du monde de karaté 2004 et 2006 ainsi que la médaille d'or dans la même catégorie aux XVe jeux asiatiques.
Elle est la sœur du karatéka Ryutaro Araga.

## Résultats
| Résultat | Date             | Épreuve                   | Catégorie | Compétition                                  | Ville hôte                              |
| -------- | ---------------- | ------------------------- | --------- | -------------------------------------------- | --------------------------------------- |
| [ 3 ]    | 24 octobre 2003  | Kumite individuel - 60 kg | Juniors   | Championnats du monde juniors et cadets 2003 | Marseille, en France                    |
| [ 4 ]    | 18 novembre 2004 | Kumite individuel - 53 kg | Seniors   | Championnats du monde 2004                   | Monterrey, au Mexique                   |
| [ 5 ]    | Mai 2005         | Kumite individuel open    | Seniors   | Championnats d'Asie 2005                     | Macao, en République populaire de Chine |
| [ 6 ]    | 23 juillet 2005  | Kumite individuel - 53 kg | Seniors   | Jeux mondiaux 2005                           | Duisbourg, en Allemagne                 |
| [ 7 ]    | 15 octobre 2006  | Kumite individuel - 53 kg | Seniors   | Championnats du monde 2006                   | Tampere, en Finlande                    |
| [ 8 ]    | 12 décembre 2006 | Kumite individuel - 53 kg | Seniors   | Jeux asiatiques 2006                         | Doha, au Qatar                          |